# Club of Budapest
Der Club of Budapest (CoB) ist eine weltweite unabhängige Nichtregierungsorganisation.
Der Club of Budapest versteht sich als Zukunftswerkstatt für Themen, die die Menschheit als Ganzes betreffen. Er will das Bewusstsein für die globale Verantwortung stärken und Brücken zwischen den Kulturen und Generationen bauen. Unter dem Motto You Can Change the World sieht der Club of Budapest seine Mission als „Katalysator für den Übergang zu einer nachhaltigen Welt“.
Der Club of Budapest wurde 1993 von Ervin László in Budapest als Stiftung ins Leben gerufen. Seither veranstaltete die internationale Organisation des Clubs Konferenzen und Seminare. Im Sommer 2007 wurde mit dem WorldShift Network eine neue Organisation geschaffen, welche die internationalen Projekte des Clubs betreut. Ziel des WorldShift Networks ist es, die zivilgesellschaftliche Bedeutung der vielen internationalen Organisationen, die sich um den globalen Wandel bemühen, zu stärken.

## Ehrenmitglieder
Óscar Arias Sánchez, A.T. Ariyaratne, Gregg Braden, Raffi Cavoukian, Deepak Chopra, Jude Currivan, der 14. Dalai Lama, Waris Dirie, Riane Eisler, Duane Elgin, Vigdís Finnbogadóttir, Peter Gabriel, Rivka Golani, Dame Jane Goodall, Stanislav Grof, Jean Houston, Bianca Jagger, Ken-Ichiro Kobayashi, Gidon Kremer, Ervin László, Irene van Lippe-Biesterfeld, Bruce H. Lipton, Éva Marton, Zubin Mehta, Fiona Montagu, Edgar Morin, Tomoyo Nonaka, Ute-Henriette Ohoven, Mary Robinson, Andrea Rost, Miguel Ruiz, Peter Russell, Masami Saionji, Sri Sri Ravi Shankar, Karan Singh, Sharon Stone, Rita Süssmuth, Hiroshi Tasaka, Michael Tobias, Liv Ullmann, Neale Donald Walsch, Ken Wilber, Marianne Williamson, Muhammad Yunus, Sha Zhigang, Gary Zukav

## Verstorbene Ehrenmitglieder
Tschingis Aitmatow, José Argüelles, Maurice Béjart, Thomas Berry, Karlheinz Böhm, Mihály Csíkszentmihályi, Sir Arthur C. Clarke, Miloš Forman, Hans-Dietrich Genscher, Michail Gorbatschow, Árpád Göncz, Otto Herbert Hajek, Willis Harman, Václav Havel, Hazel Henderson, Barbara Marx Hubbard, Pir Vilayat Inayat-Khan, Miklós Jancsó, Rúhíyyih Khánum, Hans Küng,  Lord Yehudi Menuhin, Edgar Mitchell, Robert Muller, Gillo Pontecorvo, Jean-Pierre Rampal, Mstislav Rostropovich, Sir Joseph Rotblat, Shu-Hsien Liu, Sir Georg Solti, Sir Sigmund Sternberg, Desmond Tutu, Sir Peter Ustinov, Richard von Weizsäcker, Elie Wiesel, Betty Williams, Federico Mayor Zaragoza